# Jaan Roos
Jaan Roos (* 9. Januarjul. / 21. Januar 1888greg. in Mõrtsi, Gemeinde Pajusi; † 5. Juli 1965 in der Nähe von Põltsamaa) war ein estnischer Pädagoge, Literaturhistoriker und Bibliophiler.

## Leben
Jaan Roos besuchte u. a. das Hugo-Treffner-Gymnasium und studierte ab 1912 an der Kaiserlichen Universität Dorpat zunächst Rechtswissenschaft, wechselte jedoch rasch zur Theologie. Nach seinem Abschluss (1916) arbeitete er 20 Jahre als Schuldirektor, von 1923 bis 1936 war er Direktor des Mädchengymnasiums in Tartu. 1936 wurde er nach einer (konstruierten?) Anschuldigung aus dem Schuldienst entlassen – angeblich habe er sich einem Mädchen angenähert. Ab 1937 war er im Verlagswesen tätig, wo er federführend an verschiedenen Buchpublikationen beteiligt war.
Nach der Wiedereroberung Estlands durch sowjetische Truppen war er 1945 kurzzeitig Leiter der Bibliothek des Tartuer Kunstinstituts, zog es dann aber vor, sich dem Zugriff des NKWD zu entziehen, indem er sich über beinahe zehn Jahre hinweg an verschiedenen Orten in Estland versteckte. 1954 wurde er aufgegriffen, nach drei Wochen Haft jedoch wieder freigelassen. Ende der 1950er Jahre arbeitete er zeitweilig am Estnischen Literaturmuseum. Der estnische Literaturwissenschaftler Eduard Roos ist sein jüngerer Bruder.

## Werk
Von 1916 an entfaltete Roos eine umfangreiche Sammeltätigkeit auf dem Gebiet der (älteren) estnischen Literatur. Mit rund 10.000 Bänden verfügte er über die größte estnische Privatbibliothek. Sie ist heute zu in etwa gleichen Teilen zwischen der Universitätsbibliothek Tartu und der Bibliothek des Literaturmuseums aufgeteilt. Roos verfasste zahlreiche Arbeiten zur Literatur-, Buch- und Kulturgeschichte Estlands sowie mehrere Biografien und wirkte als Herausgeber diverser Sammelwerke.
Von herausragender kulturgeschichtlicher Bedeutung ist sein Tagebuch, das er in den Jahren führte, in denen er sich versteckt hielt. Es wurde postum zwischen 1997 und 2009 von Jaan Isotamm unter dem Titel „Durch die rote Nacht“ herausgegeben und umfasst die Jahre 1944 bis 1954, wobei die Tagebücher über die Jahre 1946 und 1950 verlorengegangen sind.

## Bibliografie (Auswahl)

### Monografien
- Kirjandusteose analüüs. Loodus, Tartu 1934. 79 S.
- Jakob Hurt. Eesti vanavara kuningas. Kooli-Kooperatiiv, Tallinn 1936. 47 S.
- Lühike eesti raamatu ajalugu. Selle väline, sisuline ja keeleline areng 400 aasta jooksul. Eesti Kirjanduse Selts, Tartu 1936. 109 S.
- Carl Robert Jakobson. Võitleva rahvusluse pioneer. Kooli Kooperatiiv, Tallinn 1940. 39 S.
- Jaan Tõnisson. Eesti rahvusliku iseteadvuse selgroog. Kooli Kooperatiiv, Tallinn 1940. 40 S.

### Artikel
- F.R. Kreutzwald'i "Maa- ja Mere-piltide" algupära, in: Eesti Kirjandus 6/1930, S. 257–268.
- Kolm eesti bibliofiili 19. sajandil (Johann Heinrich Rosenplänter, Mart Jürgens, David Martson), in: Looming 10/1936, S. 1150–1156.
- O. Lutsu varasem kirjanduslik toodang, in: Eesti Kirjandus 1/1937, S. 17–23.
- Esimesed eestikeelsed ilukirjanduslikud noorsooraamatud, in: Eesti Kirjandus 12/1939, S. 534–539.
- A. H. Tammsaare väliskirjanduslikud huvisuunad ja tõlketoodang, in: Looming 6/1940, S. 670–675; 3/1941, S. 383–384.
- E. Bornhöhe osa maailmakirjanduse eestindamises, in: Eesti Kirjandus 7/1940, S. 325–331.
- Fr. R. Kreutzwaldi Vina–katku tekkeloo ja algupära küsimus, in: Looming 2/1941, S. 208–219.
- Eesti revolutsiooniline pilkekirjandus 1905–1907, in: Looming 5–6/1941, S. 699–716.
- Minu raamatukogu saatus, in: Looming 5/1988, S. 666–673.
- Ülikooli õppejõudude kultuurivarad sõjatules, in: Akadeemia 2/1989, S. 280–292; 3/1989, S. 517–530.
- Jakob Hurt Otepääl, in: Looming 7/1989, S. 936–941.

### Tagebücher
- Läbi punase öö I. Esimene osa, 1944. ja 1945. aasta päevik. Eesti Kirjanduse Selts, Tartu 1997. 350 S.
- Läbi punase öö II. 1947. aasta päevik. Eesti Kirjanduse Selts, Tartu 2000. 200 S.
- Läbi punase öö III. 1948. ja 1949. aasta päevik. Lisa: 1944. aasta lõpp. Eesti Kirjanduse Selts, Tartu 2001. 358 S.
- Läbi punase öö IV. 1951. ja 1952. aasta päevik. Eesti Kirjanduse Selts, Tartu 2004. 268 S.
- Läbi punase öö V. 1953. ja 1954. aasta päevik. Eesti Kirjanduse Selts, Tartu 2009. 391 S.